# Banjo Paris Session
Banjo Paris Session est un album de Bill Keith et Jean-Marie Redon sorti en 1975 et 1977.

## Banjo Paris Session

### Historique
Au premier trimestre 1975, en plein mouvement "folk", l'album Banjo Paris Session réunit les principaux musiciens français de bluegrass de l'époque et les américains Bill Keith et Jim Rooney pour des séances d'enregistrement au studio Acousti dans le VIe arrondissement de Paris. Cet album est produit par Denis Phan, assisté de Jean-Marie Redon. La prise de son est assurée par Bruno Menny, assisté de Jean Bernard Plé. L'album (vinyle, LP), sorti initialement sur le label indépendant Pony (P 20.001 - distr. Musigrass), est repris en fin d'année 1975 avec une nouvelle couverture par les disques CEZAME (CEZ 1005). il sera également distribué dans d'autres pays européens, en particulier en Espagne.
Pour la sortie de l'album, une soirée unique "Banjo Festival" est organisée à Paris au Théâtre Présent le 2 juin 1975. Un certain nombre des morceaux joués sur ce disque seront par ailleurs publiés en Tablatures par Jean-Marie Redon (Tablatures pour banjo 5 cordes Chappell 1979) et/ou par Jean-Marie Redon et Bill Keith dans leur Méthode de Banjo 5 cordes (Chappell 1977). De nombreux banjoistes ont ainsi appris le banjo avec ce disque

### Titres
| No  | Titre                                               | Durée      |
| --- | --------------------------------------------------- | ---------- |
| 1.  | A1 Blue Ridge Mountain Blues (Trad.)                | 2 min 51 s |
| 2.  | A2 Blackberry Blossom / Turkey In The Straw (Trad.) | 2 min 34 s |
| 3.  | A3 Acadie (Jean-Marie Redon)                        | 2 min 26 s |
| 4.  | A4 Importune (Jean-Marie Redon)                     | 2 min 26 s |
| 5.  | A5 Reason To Believe. (Tim Hardin)                  | 2 min 30 s |
| 6.  | A6 Palomito (Daniel Olivier)                        | 4 min 40 s |
| 7.  | B1 Nuage Rouge (Jean-Yves Lozac'h)                  | 2 min 54 s |
| 8.  | B2 Greensleeves (Trad.)                             | 3 min 18 s |
| 9.  | B3 Flashy Freak (Gilbert Caranhac)                  | 2 min 19 s |
| 10. | B4 Nola                                             | 2 min 58 s |
| 11. | B5 Hubert Breakdown (Francois Vercambre)            | 2 min 16 s |
| 12. | B6 Ein Feste Burg (Trad.)                           | 48 s       |
| 13. | B7 Ce N'est Qu'un Au Revoir (Trad.)                 | 1 min 00 s |
| 14. | B8 C'est Bon ! (Jean-Yves Lozac'h, Mick Larie)      | 10 s       |

### Musiciens
- Banjo : Gilbert Caranhac (B3), Bill Keith (A1, A2, B4, B6, B7); Jean-Yves Lozac'h *(B1, B2, B8); Daniel Olivier (A6), Jean-Marie Redon (A3, A4, A5), Francois Vercambre (B5).
- Mandoline : G.B. Morisson (A1, A2), Mick Larie (A5, B8), Pierre Bensusan (A4, A6, B5, B7)
- Pedal steel guitar : Jean-Yves Lozac'h (B1, B2), Laurent Jerome (B3)
- Guitare acoustique (rythmique) : Christian D'Amato (B8), Christian Poidevin (A4, A5), Claude Samard (tracks: A1, A2), Eric Kristy (B3), Jean-Claude Druot (B5), Jim Rooney (A1, A2), Pierre Bensusan (A3, B7)
- Guitare acoustique (Lead) : Pierre Bensusan (A3), Claude Lefebvre (A6)
- Guitare électrique (Telecaster) : Eric Kristy (B3)
- Harmonica : Jean-Jacques Milteau (B3)
- Contrebasse : Dominique Dumont (B5) ; Christian Poidevin (A6) ; Hervé de Sainte Foy (A1, A2, A3, A4, A5, B8).
- Guitare basse : Pascal Arroyo (B1, B2) ; Martin Fretfield (B3).
- Batterie (musique) : Clement Bailly (B1, B2).
- Violon : Pierre Marinet (B5) ; Claire Liret (A4, A5).
- Chant : Christian Poidevin (A5, Lead), G.B. Morisson (A1), Jean-Marie Redon (A5, tenor), Jim Rooney (A1, Lead), Mick Larie ( A5, barython).

## Banjo Paris Session volume 2: le bluegrass

### Historique
Cet album est centré sur une collaboration étroite entre musiciens américains et français. Pierre Bensusan a remplacé G.B. Morisson à la mandoline avec le duo Bill Keith - Jim Rooney; Jean-Claude Druot assure toutes les autres parties de guitares à l'exception de (A6) et chante lead avec les américains Mike Lilly (en) (banjo, chant baryton) et Wendy Miller (mandoline, chant ténor), accompagnés par Christian Séguret à la basse. Ce dernier, qui avait remplacé Pierre Bensusan à la mandoline dans le groupe Bluegrass Passenger de François Vercambre, entame ici une carrière de multi-instrumentiste qu'il poursuivra par la suite en particulier avec Hugues Aufray. Il remplacera également Pierre Bensusan au sein de la formation de Bill Keith (avec Jim Collier, Hexagone REF), avec qui il joue ici une de ses compositions : Hot mandolin No. 17, qui figure aussi sur son disque solo (CEZ). Seuls trois morceaux sont joués par des ensembles entièrement composés de musiciens français. Jean-Marie Redon y joue un morceau de sa composition (A1) avec Lionel Wendling, Christian Séguret et Jean-Claude Druot. Ces deux derniers enfin, se joignent aux frères Andres pour les plages B4-B5. Moins tourné vers le banjo instrumental et plus typiquement bluegrass, avec en particulier plus de parties chantées, ce second album, peut être plus abouti que le précédent, reste cependant moins connu.
Album LP vinyle Cezame CEZ 1041 produit par Denis Phan pour Cezame. La prise de son est assurée au studio Acousti par Bruno Menny, sauf (A1) Jean Bernard Plé et (B6) Christophe Bertoux (studio Cezame-Hautefeuille) . Album (vinyle, LP). Le mixage a été réalisé par Bruno Menny et Jim Rooney (A2, A3, A4, A5) ; Bruno Menny (B4, B5), Jean Bernard Plé (A1, A6, B1, B2, B3), Jean Pierre Bameule (B6). Dessin de couverture Alain Trebern,

### Titres
| No  | Titre                                                           | Durée      |
| --- | --------------------------------------------------------------- | ---------- |
| 1.  | A1 Mr. Glubo (Jean-Marie Redon)                                 | 2 min 15 s |
| 2.  | A2 Blue moon of Kentucky (Bill Monroe)                          | 2 min 46 s |
| 3.  | A3 John Henry (Trad.)                                           | 2 min 45 s |
| 4.  | A4 Sitting on top of the world (Lonnie Carter, Walter Jacob)    | 3 min 02 s |
| 5.  | A5 Footprints in the snow (Miller Elliot)                       | 2 min 44 s |
| 6.  | A6 Truck drivin' Mike (Mike Lilly (en))                         | 2 min 30 s |
| 7.  | B1 Old home place (Dean Webb, Mitch Jayne)                      | 2 min 48 s |
| 8.  | B2 Old Joe Clark (Trad.)                                        | 2 min 14 s |
| 9.  | B3 She's no angel (W. Ballaman, J. Arnold)                      | 1 min 59 s |
| 10. | B4 Ain't nobody gonna miss me when I'm gone (McAuliffe, Taylor) | 1 min 50 s |
| 11. | B5 Don't cheat in our home town (Pennington, Marcom)            | 2 min 15 s |
| 12. | B6 Hot mandolin No. 17 (Christian Séguret)                      | 2 min 15 s |

### Musiciens
- Banjo : Jean-Marc Andres (B4, B5) Bill Keith (A2, A3, A4, A5, B6); Mike Lilly (en) (A6, B1, B2, B3) Jean-Marie Redon (A1)
- Guitare acoustique (rythmique) : Jean-Claude Druot (A1, B1, B2, B3, B4, B5, B6), Mike Lilly (en) (A6) Jim Rooney(A2, A3, A4, A5),
- Guitare acoustique (Lead) : Jean-Claude Druot (B6)
- Mandoline : Pierre Bensusan (A2, A3, A4, A5) ; Wendy Miller (A6, B1, B2, B3) ; Christian Séguret (A1, B2, B4, B5, B6)
- Violon : Phil Richardson (A2, A3, A4, A5)
- Contrebasse : Olivier Andres (B4, B5), Mike Lilly (en) (A6) Hervé de Sainte Foy (A2, A3, A4, A5, B6), Christian Séguret (B1, B2, B3,) ; Lionel Wendling (A1)